# Molí dels Horts del Jardiner
El Molí dels Horts del Jardiner és un molí del municipi de Castellar del Vallès (Vallès Occidental) que forma part de l'Inventari del Patrimoni Arquitectònic de Catalunya.

## Descripció
Del Molí dels Horts del Jardiner es conserva l'estructura principal. La base del molí és un cos de forma octogonal realitzat amb maó vist. Superposat al basament hi ha un cilindre de perímetre inscrit en el primer i treballat amb el mateix material. Presenta una decoració amb mènsules de forma esglaonada a l'acabament superior amb un perfil convex que es correspon amb la part on aniria subjectada la ferramenta.
Al costat dret, i adossat a aquest, es troba un petit edifici que conté la maquinària antiga utilitzada en l'extracció d'aigua. Aquest, avui dia, es troba en desús i substituït per maquinària moderna. L'aigua extreta s'emmagatzema en una bassa situada al cantó esquerre del molí. La ferramenta superior, donat el seu mal estat de conservació, va ésser baixada l'any 1989 i actualment es troba a la població de Sant Llorenç Savall en una casa particular.

## Història
Els Horts del Jardiner, situats al centre del nucli urbà, estan envoltats per un mur de maó vist. El senyor Alemany els va llogar al propietari, senyor J. Humet, per tal d'instal·lar el seu negoci de jardiner.